# Quanhepu
Quanhepu (kinesiska: 泉河铺, 泉河铺乡) är en socken i Kina. Den ligger i provinsen Henan, i den centrala delen av landet, omkring 350 kilometer sydost om provinshuvudstaden Zhengzhou. Antalet invånare är 23 702. Befolkningen består av 11 339 kvinnor och 12 363 män. Barn under 15 år utgör 23,0 %, vuxna 15-64 år 62 %, och äldre över 65 år 13,0 %.
Genomsnittlig årsnederbörd är 1 204 millimeter. Den regnigaste månaden är augusti, med i genomsnitt 201 mm nederbörd, och den torraste är januari, med 26 mm nederbörd.